# Hipo (sítio arqueológico)

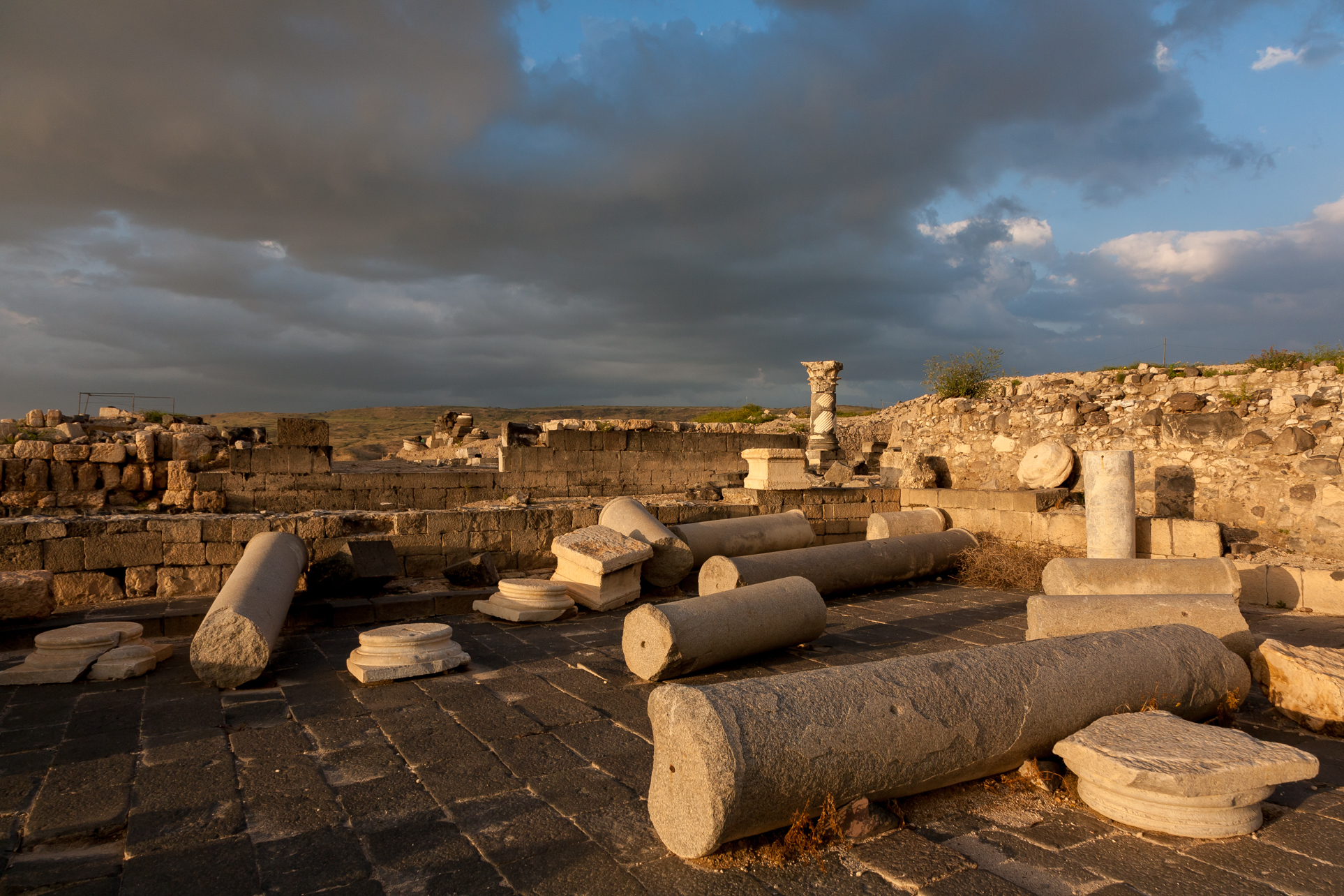
Ruínas de Sussita

Hipo (em latim: Hippus; em grego clássico: Ἵππος; romaniz.: Hippos; "cavalo")  é um sítio arqueológico em Israel, localizado em uma colina com vista para o mar da Galileia. Entre os século III a.C. e VI d.C., Hipopótamos foi o local de uma cidade greco-romana.

## História
O local foi novamente habitado no século III a.C. pelos Ptolomeus, embora ainda não se saiba se era um assentamento urbano ou um posto militar avançado.